# 600년대
600년대는 600년부터 609년까지를 가리킨다.